# Pedro Alecrim
Pedro Alecrim é um livro escrito por António Mota e lançado em 1990. É actualmente editado pela editora ASA.
O conto foi vencedor do Prémio Calouste Gulbenkian de Literatura para Crianças em 1990.